# Spumă

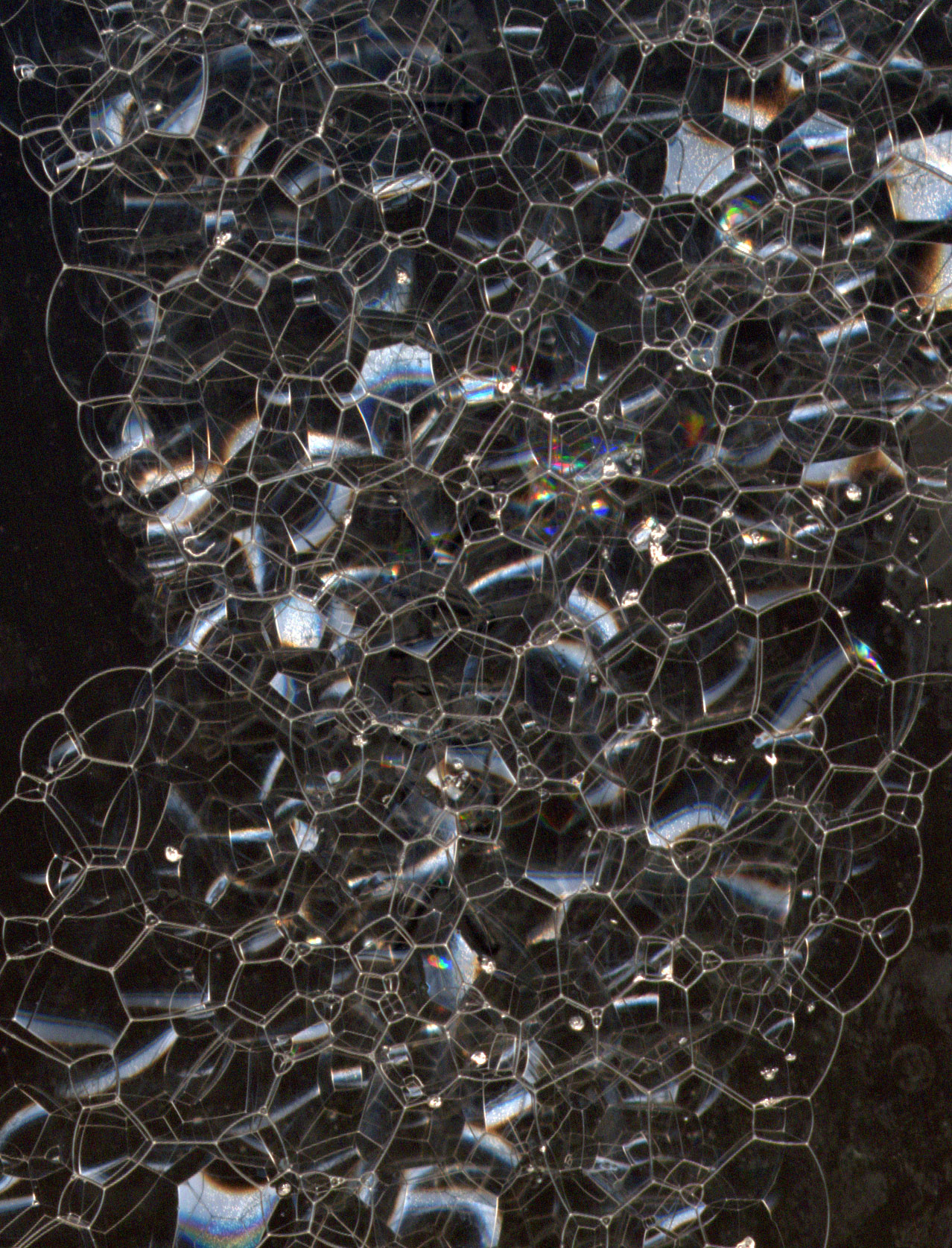
Spumă formată de un săpun

Spuma este un sistem dispers format într-un lichid în care sunt răspândite bule de gaz, separate între ele de lichidul respectiv. Termenul mai poate face referire și la materiale asemănătoare spumei, precum spuma poliuretanică, polistiren, etc.

## Formare
Sunt necesare câteva condiții pentru ca spuma să se formeze: este nevoie de lucru mecanic, prezența unor surfactanți care să reducă tensiunea superficială, iar formarea spumei trebuie să fie mai rapidă decât distrugerea sa.
Lucrul mecanic (L) este necesar pentru formarea spumei, deoarece avem nevoie de o creștere a suprafeței (ΔS):
{\displaystyle L=\gamma \Delta S\,\!}
unde γ este tensiunea superficială.